# 中井雑色テレビ中継放送所
中井雑色テレビ中継放送所（なかいぞうしきテレビちゅうけいほうそうじょ）は、神奈川県足柄上郡中井町雑色に置かれているテレビ中継局。

## 概要
- 当テレビ中継局は、中井町中心部の大字久所富士見台に置かれている。
- 2010年12月24日、地上デジタルテレビ放送開局。偏波面は、水平偏波。

## 送信施設概要

### デジタルテレビ
| 放送局名          | リモコンキーID | 物理チャンネル | 空中線電力 | ERP   | 放送対象地域                                      | 放送区域内世帯数 | 偏波面   | 開局日         |
| NHK東京総合テレビ | 1              | 13ch           | 100mW      | 380mW | 関東広域圏 （茨城県、栃木県及び群馬県を含まない） | 1,528世帯        | 水平偏波 | 2010年12月24日 |
| NHK東京教育テレビ | 2              | 15ch           | 100mW      | 380mW | 全国                                              | 1,528世帯        | 水平偏波 | 2010年12月24日 |
| tvkテレビ神奈川   | 3              | 17ch           | 100mW      | 380mW | 神奈川県                                          | 1,528世帯        | 水平偏波 | 2010年12月24日 |
| NTV日本テレビ     | 4              | 32ch           | 100mW      | 360mW | 関東広域圏                                        | 1,528世帯        | 水平偏波 | 2010年12月24日 |
| EXテレビ朝日      | 5              | 40ch           | 100mW      | 360mW | 関東広域圏                                        | 1,528世帯        | 水平偏波 | 2010年12月24日 |
| TBSテレビ         | 6              | 36ch           | 100mW      | 360mW | 関東広域圏                                        | 1,528世帯        | 水平偏波 | 2010年12月24日 |
| TXテレビ東京      | 7              | 44ch           | 100mW      | 360mW | 関東広域圏                                        | 1,528世帯        | 水平偏波 | 2010年12月24日 |
| CXフジテレビ      | 8              | 38ch           | 100mW      | 360mW | 関東広域圏                                        | 1,528世帯        | 水平偏波 | 2010年12月24日 |

- 民放は、デジタル新局として開局。

### アナログテレビ
| 放送局名          | チャンネル | 空中線電力          | ERP                 | 放送対象地域 | 放送区域内世帯数 | 偏波面   |
| NHK東京総合テレビ | 47ch       | 映像100mW /音声25mW | 映像125mW /音声31mW | 関東広域圏   | 不明             | 水平偏波 |
| NHK東京教育テレビ | 49ch       | 映像100mW /音声25mW | 映像125mW /音声31mW | 全国         | 不明             | 水平偏波 |

- 2011年7月24日で廃局となった。